# Kinas kejserliga sigill
Kinas kejserliga sigill (kinesiska: 玉玺, pinyin: Yuxi, "jadesigillet", alternativt 传国玺, Chuanguoxi, "Rikets arvssigill") var i det gamla Kina kejsarens främsta symbol för sin makt, och ett tecken på att han handlade med Himlens mandat. Sigillet skapades år 221 f.Kr. åt den Förste kejsaren av Qin av den berömda och då redan 300 år gamla Hes jadeskiva, som fursten av Qin kommit över när han besegrade staten Zhao några år tidigare.
Sigillet pryddes av en inskription av premiärministern Li Si, “受命于天， 既寿永昌” (Shou ming yu Tian, ji shou yong chang., ungefär "[Den som] mottagit mandatet av Himlen får långt liv och evig blomstring.") i ristning av Sun Shou. Efter Qindynastins fall gick sigillet i arv under flera dynastier för att någon gång mellan 900-talet och 1300-talet gå förlorat, oklart när och hur. Flera sigill har senare presenterats som Kinas kejserliga sigill, men inget av dessa har av expertisen bedömts som det äkta.